# Aéroport d'Anapa
L'aéroport d'Anapa, en russe : Аэропорт Анапа, code IATA : AAQ • code OACI : URKA, connu également sous le nom d'aéroport de Vitiazevo (en russe : Аэропорт Витязево) est un aéroport desservant la ville d'Anapa, en Russie. Plus de 1 500 000 voyageurs y transitent chaque année. En 2019, ce sont 1 642 376 voyageurs qui y ont transité.
Avec l'invasion russe de l'Ukraine en 2022, le trafic est totalement suspendu sur l'aéroport.

## Galerie

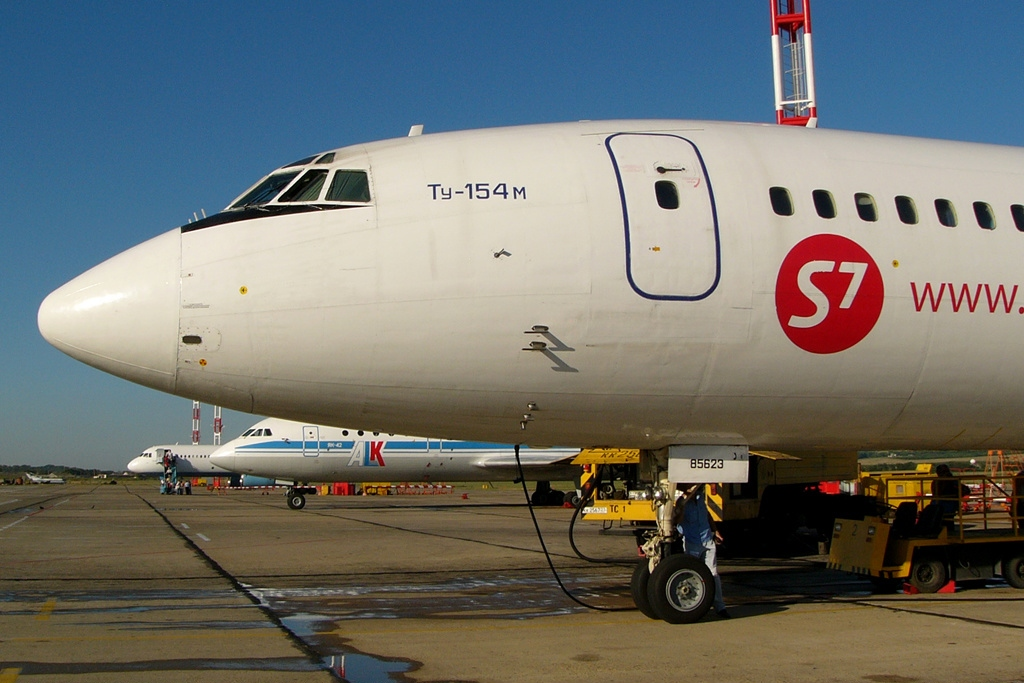
Tupolev Tu-154M de S7 Airlines sur le tarmac de l'aéroport.
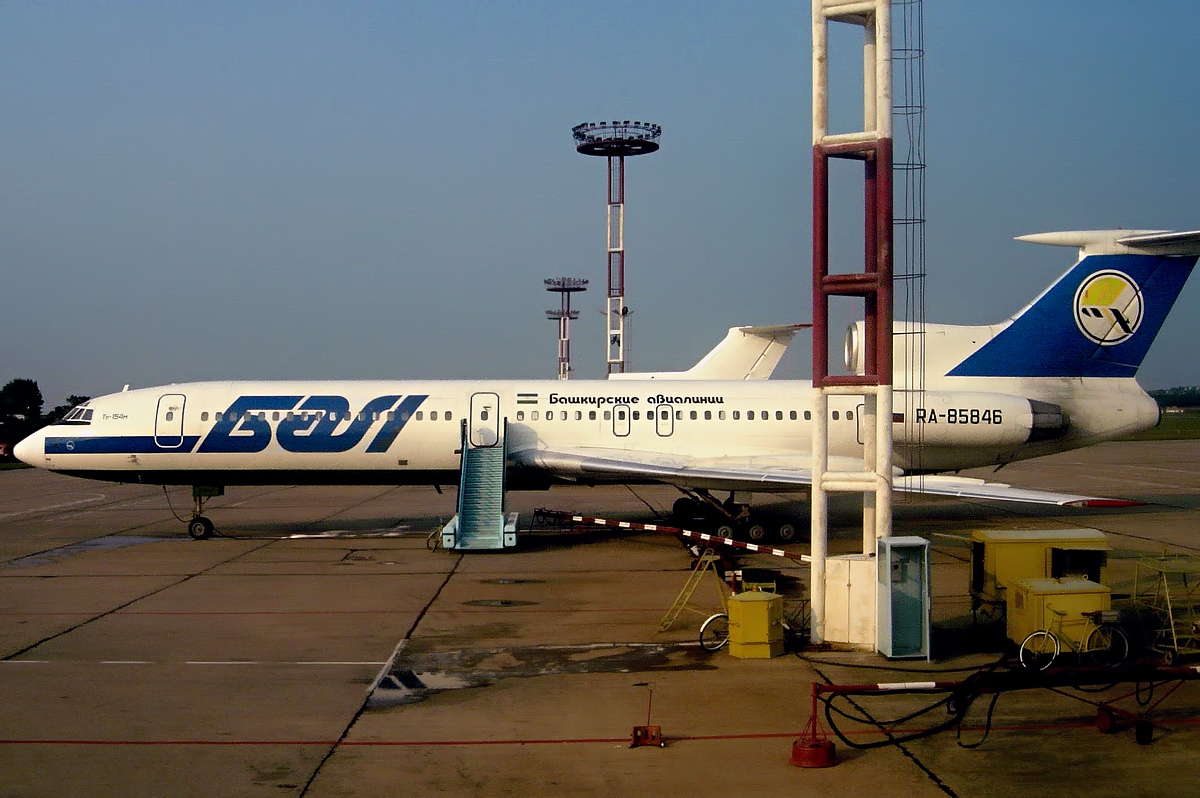
Tupolev Tu-154M de Bashkirian Airlines sur le tarmac.
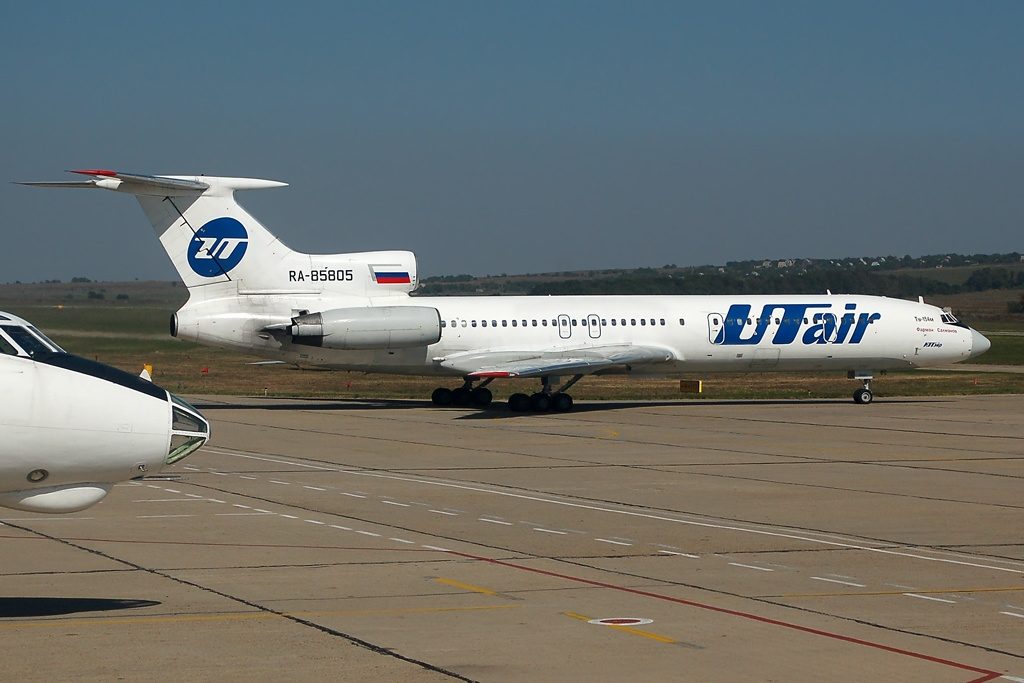
Tupolev Tu-154M de UTair.

## Compagnies et destinations
| Compagnies                          | Destinations |
| ----------------------------------- | --- |
| Aeroflot                            | Moscou Chérémétiévo |
| Aeroflot opéré par Rossiya Airlines | En saison : Moscou-Vnoukovo, Orenbourg-Tsentralni, Saint-Pétersbourg-Poulkovo |
| IrAero                              | En saison : Barnaoul, Kemerovo, Omsk |
| Izhavia                             | En saison : Ijevsk (en), Kazan, Kirov-Pobedilovo, Nijnekamsk-Begichevo, Penza (en), Oufa |
| Komiaviatrans                       | En saison : Kaluga (Grabtsevo) (en) |
| Kostroma Air Enterprise             | En saison : Kostroma (en) |
| Nordavia                            | En saison : Arkhangelsk-Talagi, Mourmansk, Syktyvkar (en) |
| NordStar                            | En saison : Krasnoïarsk-Iémélianovo, Norilsk-Alykel, Oufa |
| Pobeda                              | En saison : Kazan, Moscou-Vnoukovo, Novosibirsk, Perm, Oufa, Iékaterinbourg-Koltsovo, St-Petersbourg- Poulkovo                                                                                            |
| RusLine                             | En saison : Koursk-Vostochny, Tambov Donskoye (en) |
| S7 Airlines                         | Moscou-Domodédovo En saison : Novossibirsk-Tolmatchevo |
| S7 Airlines opéré par Globus        | En saison : Moscou-Domodédovo |
| Severstal Air Company               | En saison : Tcherepovets (en) |
| Ural Airlines                       | En saison : Samara-Kouroumotch, Iékaterinbourg-Koltsovo |
| Utair                               | En saison : Khanty-Mansiïsk (en), Koursk-Vostochny, Moscou-Vnoukovo, Nijnevartovsk (en), Noïabrsk (en), Samara-Kouroumotch, Saint-Pétersbourg-Poulkovo, Sourgout, Syktyvkar (en), Tioumen-Roshchino, Oufa |
| Yakutia Airlines                    | En saison : Omsk, Iakoutsk |
| Yamal Airlines                      | En saison : Arkhangelsk-Talagi, Nijnevartovsk (en), Perm, Tioumen-Roshchino |

Édité le 25/06/2018

## Statistiques
Pour des raisons techniques, il est temporairement impossible d'afficher le graphique qui aurait dû être présenté ici.

Voir la requête brute et les sources sur Wikidata.